# New Cumberland (Pennsilvània)
New Cumberland és una població dels Estats Units a l'estat de Pennsilvània. Segons el cens del 2000 tenia 7.349 habitants.

## Demografia
Segons el cens del 2000, New Cumberland tenia 7.349 habitants, 3.301 habitatges, i 2.016 famílies. La densitat de població era de 1.699,1 habitants/km².
Dels 3.301 habitatges en un 25,7% hi vivien nens de menys de 18 anys, en un 49% hi vivien parelles casades, en un 9,1% dones solteres, i en un 38,9% no eren unitats familiars. En el 33% dels habitatges hi vivien persones soles el 12% de les quals corresponia a persones de 65 anys o més que vivien soles. El nombre mitjà de persones vivint en cada habitatge era de 2,22 i el nombre mitjà de persones que vivien en cada família era de 2,84.
Per edats la població es repartia de la següent manera: un 21,2% tenia menys de 18 anys, un 6,5% entre 18 i 24, un 30,1% entre 25 i 44, un 23,4% de 45 a 60 i un 18,8% 65 anys o més.
L'edat mediana era de 40 anys. Per cada 100 dones de 18 o més anys hi havia 89,3 homes.
La renda mediana per habitatge era de 44.783 $ i la renda mediana per família de 56.138 $. Els homes tenien una renda mediana de 38.438 $ mentre que les dones 27.964 $. La renda per capita de la població era de 24.672 $. Entorn del 2,6% de les famílies i el 3,6% de la població estaven per davall del llindar de pobresa.

## Poblacions properes
El següent diagrama mostra les poblacions més properes.